# Brian Dumoulin
Pour les articles homonymes, voir Dumoulin.
Brian Dumoulin (né le 6 septembre 1991 à Biddeford, dans le Maine aux États-Unis) est un joueur professionnel américain de hockey sur glace. Il occupe le poste défenseur.

## Biographie

### En club
En 2007, Brian Dumoulin débute dans l'Eastern Junior Hockey League avec les Junior Monarchs de New Hampshire. Il rejoint en 2009 les Eagles de Boston College en Hockey East avec qui il remporte le championnat NCAA en 2010, 2011 et 2012. Il est repêché à la 51e position du repêchage d'entrée dans la LNH 2009 par les Hurricanes de la Caroline. Le 22 juin 2012, il est échangé aux Penguins de Pittsburgh en compagnie de Brandon Sutter et du premier tour du repêchage d'entrée dans la LNH 2012 des Hurricanes, qui s'avèrera être Derrick Pouliot, en retour de Jordan Staal.
Le 14 décembre 2013, il joue son premier match dans la LNH face aux Red Wings de Détroit. Le 15 décembre 2014, il inscrit son premier but en LNH face à Ievgueni Nabokov, gardien du Lightning de Tampa Bay. Le 9 juillet suivant, il signe un contrat de deux ans avec les Penguins.
En 2016, il remporte sa première Coupe Stanley et devient le premier joueur originaire de l’État du Maine à réaliser cette performance. La saison suivante, il se fracture la mâchoire lors d'un match contre les Devils et manque plusieurs semaines de jeu. Après son retour, il finit par marquer le 4 avril 2017 son premier but après un désert de 151 matchs de saison régulière, contre Sergueï Bobrovski. Il remporte sa deuxième Coupe Stanley en 2017 et signe ensuite un contrat de six ans avec les Penguins.
En 2023, après avoir passé 10 saisons avec les Penguins, il signe un pacte de deux ans avec le Kraken de Seattle, d'une valeur de 6,3 millions $. 
Le 2 juillet 2024, avec une année à faire à son contrat avec le Kraken, il est échangé aux Ducks d'Anaheim en retour d'un choix de 4e tour en 2026.
Le 6 mars 2025, Dumoulin est à nouveau échangé, cette fois aux Devils du New Jersey, en retour de l'espoir Herman Traff et d'un choix conditionnel de 2e tour en 2025.

### En équipe nationale
Il a représenté l'équipe nationale des États-Unis lors des championnats du monde junior de 2011.

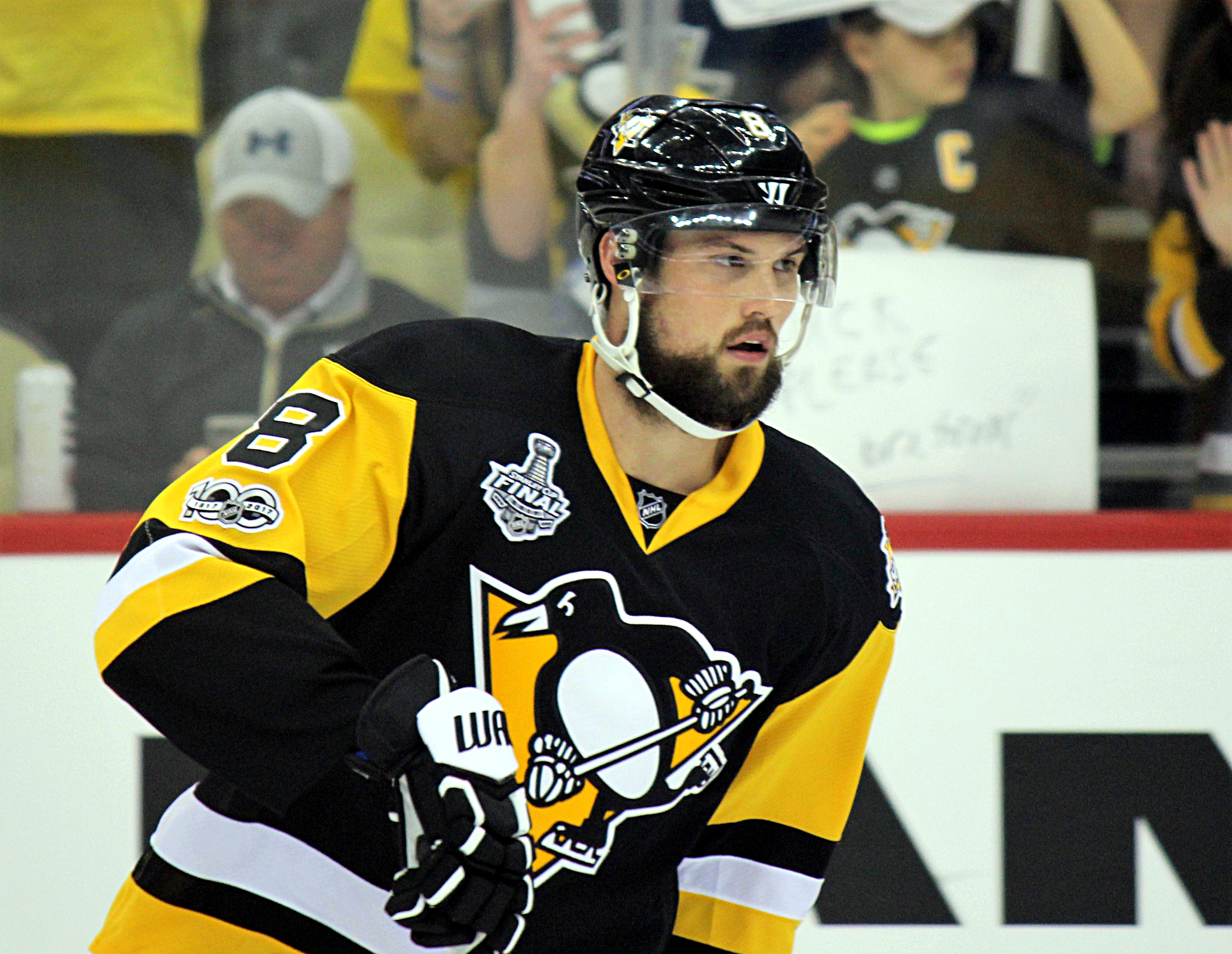
Brian Dumoulin en finale de Coupe Stanley 2017

## Statistiques

### En club
| Saison     | Équipe                            | Ligue      |     | Saison régulière | Saison régulière | Saison régulière | Saison régulière | Saison régulière |   | Séries éliminatoires | Séries éliminatoires | Séries éliminatoires | Séries éliminatoires | Séries éliminatoires |
| Saison     | Équipe                            | Ligue      | PJ  | B                | A                | Pts              | Pun              | PJ               | B | A                    | Pts                  | Pun                  |                      |                      |
| 2008-2009  | Junior Monarchs de New Hampshire  | EJHL       | 41  | 7                | 23               | 30               | 30               | -                | - | -                    | -                    | -                    |                      |                      |
| 2009-2010  | Eagles de Boston College          | HE         | 42  | 1                | 21               | 22               | 16               | -                | - | -                    | -                    | -                    |                      |                      |
| 2010-2011  | Eagles de Boston College          | HE         | 37  | 3                | 30               | 33               | 6                | -                | - | -                    | -                    | -                    |                      |                      |
| 2011-2012  | Eagles de Boston College          | HE         | 44  | 7                | 21               | 28               | 26               | -                | - | -                    | -                    | -                    |                      |                      |
| 2012-2013  | Penguins de Wilkes-Barre/Scranton | LAH        | 73  | 6                | 18               | 24               | 18               | 15               | 2 | 6                    | 8                    | 6                    |                      |                      |
| 2013-2014  | Penguins de Wilkes-Barre/Scranton | LAH        | 53  | 5                | 16               | 21               | 21               | 17               | 3 | 9                    | 12                   | 22                   |                      |                      |
| 2013-2014  | Penguins de Pittsburgh            | LNH        | 6   | 0                | 1                | 1                | 4                | -                | - | -                    | -                    | -                    |                      |                      |
| 2014-2015  | Penguins de Wilkes-Barre/Scranton | LAH        | 62  | 4                | 29               | 33               | 18               | 6                | 0 | 3                    | 3                    | 0                    |                      |                      |
| 2014-2015  | Penguins de Pittsburgh            | LNH        | 8   | 1                | 0                | 1                | 2                | 5                | 0 | 0                    | 0                    | 0                    |                      |                      |
| 2015-2016  | Penguins de Pittsburgh            | LNH        | 79  | 0                | 16               | 16               | 14               | 24               | 2 | 6                    | 8                    | 2                    |                      |                      |
| 2016-2017  | Penguins de Pittsburgh            | LNH        | 70  | 1                | 14               | 15               | 14               | 25               | 1 | 5                    | 6                    | 6                    |                      |                      |
| 2017-2018  | Penguins de Pittsburgh            | LNH        | 80  | 5                | 13               | 18               | 30               | 12               | 1 | 6                    | 7                    | 2                    |                      |                      |
| 2018-2019  | Penguins de Pittsburgh            | LNH        | 76  | 3                | 20               | 23               | 20               | 4                | 0 | 1                    | 1                    | 0                    |                      |                      |
| 2019-2020  | Penguins de Pittsburgh            | LNH        | 28  | 1                | 7                | 8                | 10               | 4                | 0 | 1                    | 1                    | 4                    |                      |                      |
| 2020-2021  | Penguins de Pittsburgh            | LNH        | 41  | 4                | 10               | 14               | 12               | 6                | 0 | 2                    | 2                    | 2                    |                      |                      |
| 2021-2022  | Penguins de Pittsburgh            | LNH        | 76  | 3                | 15               | 18               | 24               | 1                | 0 | 0                    | 0                    | 0                    |                      |                      |
| 2022-2023  | Penguins de Pittsburgh            | LNH        | 82  | 1                | 24               | 25               | 16               | -                | - | -                    | -                    | -                    |                      |                      |
| 2023-2024  | Kraken de Seattle                 | LNH        | 80  | 6                | 10               | 16               | 20               | -                | - | -                    | -                    | -                    |                      |                      |
| 2024-2025  | Ducks d'Anaheim                   | LNH        | 61  | 2                | 14               | 16               | 10               | -                | - | -                    | -                    | -                    |                      |                      |
| Totaux LNH | Totaux LNH                        | Totaux LNH | 687 | 27               | 144              | 171              | 176              | 81               | 4 | 21                   | 25                   | 16                   |                      |                      |

### En équipe nationale
| Année | Équipe     | Compétition                 |   | PJ | B | A | Pts | Pun | +/-      |  | Résultat |
| 2011  | États-Unis | Championnat du monde junior | 6 | 0  | 2 | 2 | 2   | +4  | 3e place |  |          |

## Trophées et honneurs personnels

### Championnat universitaire NCAA
- 2009-2010 : 
  - nommé dans l'équipe des recrues de la conférence Hockey East (HE)
  - nommé dans l'équipe étoiles du Championnat NCAA
  - vainqueur de la conférence HE
  - vainqueur du Championnat NCAA
- 2010-2011 : 
  - nommé meilleur joueur défensif de la saison de la conférence HE
  - nommé dans la première équipe d'étoiles du Championnat NCAA
  - nommé dans la première équipe d'étoiles de la conférence HE
  - vainqueur de la conférence HE
  - vainqueur du Championnat NCAA
- 2011-2012 :
  - nommé meilleur joueur défensif de la saison de la conférence HE
  - nommé dans la première équipe d'étoiles de la conférence HE
  - nommée meilleur défenseur de la région (Nouvelle Angleterre)
  - nommé dans la première équipe d'étoiles du Championnat NCAA
  - vainqueur de la conférence HE
  - vainqueur du Championnat NCAA
  - nommé parmi les finalistes du trophée Hobey-Baker

### Ligue nationale de hockey
- 2015-2016 : vainqueur de la coupe Stanley avec les Penguins de Pittsburgh
- 2016-2017 : vainqueur de la coupe Stanley avec les Penguins de Pittsburgh (2)